# William Duthie Morgan
El general Sir William Duthie Morgan GCB DSO MC  (1891–1977) va ser un general de l'Exèrcit britànic durant la Segona Guerra Mundial.

## Carrera militar
Morgan va ser comissionat a la Royal Artillery el 1913. Serví a la I Guerra Mundial, guanyant l'orde del Servei Distingit a la batalla de Le Cateau el 1914 i posteriorment la Creu Militar, sent mencionat als Despatxos en 4 ocasions.
Després de la guerra els seus destins inclogueren el servei actiu a Waziristan (1922-1923) i un període com a oficial d'estat major (GOS3) a l'Oficina de Guerra a Londres. El 1929 va ser adjunt militar a l'ambaixada britànica a Budapest (estenent-se també a les ambaixades de Berna i Viena), estant-se fins al 1931. El 1933 va ser destinat com a major a la 19a Brigada de Camp a Bordon; i el 1934 esdevingué Cap Instructor a la Reial Acadèmia Militar de Woolwich.
Durant la II Guerra Mundial Morgan comandà inicialment el 10è Regiment de Camp RA amb el Cos Expedicionari Britànic, sent l'oficial d'estat major superior (GSO1) amb la 1a divisió a França. De tornada al Regne Unit va ser promogut temporalment al rang de brigadier per ser brigadier d'Estat Major General del I Cos. Havent estat promogut definitivament a coronel al maig de 1941 (amb antiguitat de 1939) va ser nomenat major general en funcions i nomenat comandant de la 55a divisió (West Lancashire) durant el mes de juny. A l'octubre de 1941 va ser ferit i va veure's obligat a dimitir del seu càrrec i de tornar al rang de coronel amb paga sencera.
De tornada al servei, al setembre de 1942 Morgan va ser nomenat tinent general en funcions en funcions per ser Cap de l'Estat Major per les Forces Locals. Quan les tropes terrestres britàniques van ser reorganitzades al juliol de 1943 per crear el 21è Grup d'Exèrcits per a la planejada invasió del nord-oest d'Europa, Morgan esdevingué el cap d'estat major del nou grup d'exèrcits. Va ser nomenat tinent general temporal al setembre de 1943 i va ser nomenat Company de l'orde del Bany a la llista d'honors de Cap d'Any de 1944. Al febrer de 1944 va ser nomenat comandant en cap del Comandament Sud. Mentre que encara era tinent general temporal, el rang permanent de Morgan va ser promogut a major general al maig de 1944. Al març de 1945 va ser nomenat cap de l'estat major del Comandant Suprem Aliat de la Mediterrània, Mariscal Harold Alexander, acceptant dos mesos després la rendició de totes les forces de l'Eix a Itàlia. El setembre del 1945 va ser nomenat Vicecomandant Suprem Aliat pel Teatre de la Mediterrània, succeint a Alexander a l'octubre com a Comandant Suprem. També a l'octubre va ser fet Cavaller Comandant de l'orde del Bany. La Línia Morgan, que delimitava la frontera entre Itàlia i Iugoslàvia, va ser batejada així en honor seu. L'agost de 1946 el seu rang de tinent general va ser fet permanent (amb antiguitat de finals de 1944); i al novembre va ser promogut a general.
El 1947 Morgan va ser nomenat comandant de l'Estat Major britànic a Washington DC i membre de l'Exèrcit de la Missió d'Estat Major Conjunt als Estats Units. Des d'aquest càrrec Morgan va poder accedir a la bomba atòmica de mans del general Dwight Eisenhower com a incentiu per persuadir el Regne Unit que comencés el seu propi programa. A la llista d'honors de Cap d'Any de 1949 va rebre la Gran Creu de l'orde del Bany, i es retirà de l'exèrcit al juny de 1950.

## Historial Militar i Condecoracions

### Dates de Promoció
- Tinent de 2a - 20/12/1912 [8038]
- Tinent - 09/06/1915
- Capità - 20/12/1916 (en funcions: 31/07/1916-19/12/1916)
- Major - 01/04/1931 (en funcions: 22/01/1917-06/10/1917; 05/12/1917-04/07/1918; 21/10/1918-15/04/1919)
- Tinent Coronel - 01/04/1939
- Coronel - 07/02/1941 (antiguitat 01/07/1939) (llicència: 01/07/1939; en funcions 16/03/1940-15/09/1940; 16/09/1940-06/02/19141)
- Brigadier – (en funcions: 22/06/1940-21/12/1940; 22/12/1940-29/10/1941)
- Major General - 15/05/1944 (en funcions: 01/06/1941-29/10/1941, 08/04/1943-06/09/1943; antiguitat 09/01/1944)
- Tinent General - 17/08/1946 (en funcions - 07/09/1942-06/09/1943; 07/09/1943-14/01/1944, 18/02/1944-16/08/1946; antiguitat 26/12/1944)
- General - 23/11/1946 (antiguitat 07/11/1946)[18]

### Condecoracions
Gran Creu de l'orde del Bany - 01/01/1949
Comandant de l'Orde del Bany – 18/10/1945
Company de l'Orde del Bany – 01/01/1944
 Orde del Servei Distingit – 1919
 Creu Militar – 25/11/1916
 5 Mencions als Despatxos – 22/06/1915, 15/06/1916, 14/12/1917, 07/07/1919, 20/12/1940
 Estrella de 1914
 Medalla Britànica de la Guerra 1914-20
 Medalla de la Victòria 1914-1918
 Medalla del Servei General a l'Índia 1908-35 amb barra Waziristan 1921-1924
 Estrella de 1939-45
 Estrella d'Itàlia
 Medalla de la Guerra 1939-1945
 Creu de Guerra 1914 (Bèlgica) – 15/04/1918